# Teddy Rasson
Pour les articles homonymes, voir Rasson.
Teddy Rasson (1905-1944) est un industriel, et officier et résistant français, né à Roubaix le 16 janvier 1905 et mort le 24 novembre 1944 près de Saverne en Alsace.

## Biographie
Teddy (Édouard) Rasson naît le 16 janvier 1905 à Roubaix, dans le Nord. De 1920 à 1922, il fait ses études (filière mathématiques) au Collège de Normandie en Seine-Maritime. Il entre ensuite à la Lainière Vanoutryve à Roubaix-Tourcoing. De mai à novembre 1926, il accomplit sa formation d'officier de réserve à l'école d'application de Saumur. En 1929, il épouse Nicole Masurel. Il participe au développement du polo en France et pratique ce sport à un haut niveau (tournois en France et en Angleterre notamment, en équipes privées et en équipe de France). 
En septembre 1939, il est mobilisé à Sedan au 31e Dragons comme officier de renseignements et après la capitulation, est démobilisé en juillet 1940. Il entre alors au service de la Résistance. Il fera partie entre autres des réseaux P2/Étoile et Phratrie. 
Recherché personnellement par l'ennemi, il gagne l'Angleterre le 5 avril 1944. Il y rencontre le général Leclerc et rejoint la  2e Division blindée, nommé à l'état-major de Leclerc, rattaché au Bureau central de renseignements et d'action et au Service de la sécurité militaire.  
Avec la Division Leclerc, il participera à la campagne de Normandie, à la bataille de Paris, à la campagne des Vosges et à la campagne d'Alsace.   
Il est tué à l'ennemi le 24 novembre 1944 près de Saverne. En 1947 en ces lieux, une stèle de grès fut érigée anonymement en sa mémoire, sur la D 421 à la sortie de Saverne vers Dettwiller. Le monument a été restauré et réaménagé en 2012 à l'initiative de l'association du Souvenir français.

## Distinctions
- Citation à l'Ordre du Régiment
- Citation à l'Ordre de l'Armée
- Chevalier dans l'Ordre National de la Légion d'Honneur
- Croix de Guerre avec Palme
- Médaille de la Résistance Française